# Raoul Lesueur
Pour les articles homonymes, voir Lesueur.
Raoul Lesueur, né le 29 avril 1912 au Havre et mort le 19 août 1981 à Cannes, est un ancien coureur cycliste français.

## Biographie
Il fut d'abord un cycliste sur route avec  une 14e place au Tour de France 1936. 
À 26 ans, il débuta en course de demi-fond jusqu'à devenir champion du monde de demi-fond en 1947 à Paris et en 1950 à Liège. Tour à tour champion de France de demi-fond en 1949 et champion d'Europe de demi-fond en 1950 au Veld'Hiv d'Anvers, il abandonne la compétition en 1953 à l'âge de 41 ans.
Il meurt le 19 août 1981 à 69 ans renversé, à bicyclette, par une voiture.

## Palmarès

### Palmarès année par année
- 1931
  - Course de côte de La Turbie
- 1932
  - 1re étape du Circuit des villes d'eaux d'Auvergne
  - 2e de Toulon-Nice
  - 2e de Nice-Mont Agel
  - 2e de Marseille-Nice

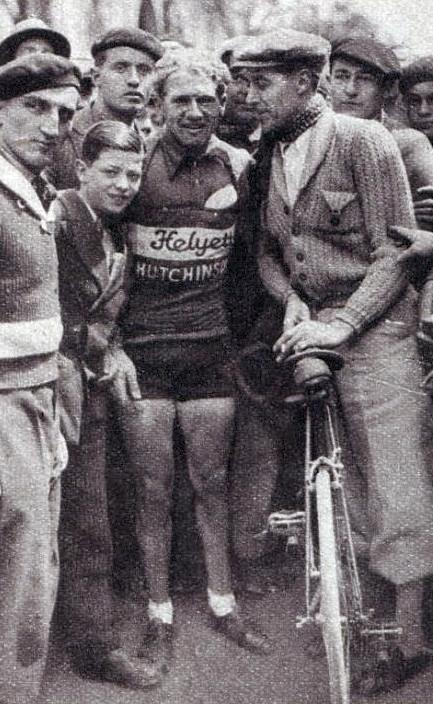
Raoul Lesueur vainqueur de Paris-Caen, en avril 1937.

  - 2e de la course de côte de la Turbie
  - 3e du Circuit des villes d'eaux d'Auvergne
- 1934
  - 1re étape du Circuit des villes d'eaux d'Auvergne
  - 2e étape de Nice-Toulon-Nice
  - Nice-Annot-Nice
  - 3e du Circuit des villes d'eaux d'Auvergne
- 1935
  - 5e étape a de Paris-Nice
  - Gênes-Nice
  - 3e étape du GP Wolber indépendants
  - 3e de Paris-Nice
  - 3e du GP Journal de Nice
- 1936
  - 4e étape b du GP Wolber indépendants
  - 2e de Paris-Saint-Étienne
  - 3e du GP Wolber indépendants
- 1937
  - Paris-Caen
  - Gênes-Nice
- 1943
  - Critérium des As

### Championnats du monde
- Paris 1947
  -  Champion du monde de demi-fond
- Copenhague 1949
  -  Médaillé de bronze du demi-fond
- Liège 1950
  -  Champion du monde de demi-fond